# Планинска аброния
Планинска аброния (Abronia aurita) е вид влечуго от семейство Слепоци (Anguidae). Видът е застрашен от изчезване.

## Разпространение и местообитание
Разпространен е в Гватемала.
Обитава гористи местности, възвишения и плата.